# Охотск (округ)
Охо́тск, также Охо́цуку (яп. オホーツク総合振興局 Охо:цуку-со:го:-синко:-кёку) — округ в составе губернаторства Хоккайдо (Япония). На июль 2004 года население округа составляло 329 446 человек. Официальная площадь округа — 10 690,09 км². Ранее округ назывался Аба́сири и был переименован в 2010 году.
Округ Охотск имеет 2 аэропорта. Аэропорт Момбецу, расположенный в городе Момбецу и аэропорт Мемамбецу, расположенный в городе Одзора, ранее этот аэропорт располагался в городе Мемамбецу, который в 2006 году был объединен с городом Одзора.
Одна из крупных рек округа — Сёкоцу.

## История
Округ Абасири был создан в 1897 году.
Округ Абасири часто называли Охотским районом (яп. オホーツク地方) в честь Охотского моря, так как в округе имеется два центральных города (административный центр Абасири и крупнейший город Китами). В 2010 году округ Абасири был переименован в Охотск.

## География
Расположен на охотоморском побережье северного японского острова Хоккайдо. Реки: Абасири, Сёкоцу, Токоро, Юбецу и др. Озёра: Абасири, Комуке-То, Ноторо, Сарома, Тофуцу и др.

## Состав округа

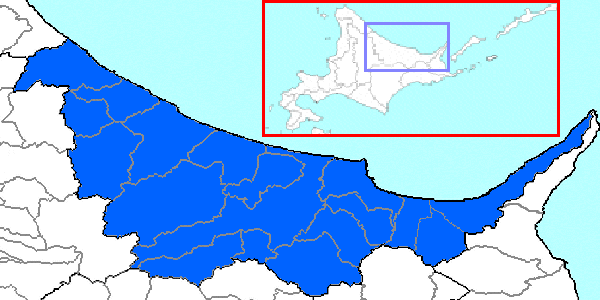
Округ Охотск

Округ состоит из 3 городов и 4 уездов.
| Субъекты                    | Площадь, км² | Население, чел. | Население, чел. | Население, чел. | Население, чел. | Население, чел. | Плотность населения, чел./км² |
| Субъекты                    | Площадь, км² | 1995, перепись  | 2000, перепись  | 2005, перепись  | 2010, перепись  | 2015, перепись  | Плотность населения, чел./км² |
| города                      |              |                 |                 |                 |                 |                 |                               |
| Абасири                     | 471,00       | 44 176          | 43 395          | 42 045          | 40 998          | 38 966          | 82,7                          |
| Китами                      | 1 427,41     | 131 544         | 132 125         | 129 365         | 125 689         | 120 652         | 84,5                          |
| Момбецу                     | 830,78       | 30 137          | 28 476          | 26 632          | 24 750          | 23 080          | 27,8                          |
| уезды                       |              |                 |                 |                 |                 |                 |                               |
| Абасири Момбецу Сяри Токоро | 7 961,41     | 140 689         | 134 485         | 126 807         | 118 572         | 110 114         | 13,8                          |
| Округ в целом               | 10 690,6     | 346 546         | 338 481         | 324 849         | 310 009         | 292 812         | 27,4                          |

### Города и деревни уездов
- Абасири
  - Бихоро
  - Одзора
  - Цубецу
- Момбецу
  - Камиюбецу
  - Нисиокоппе
  - Окоппе
  - Ому
  - Такиноуэ
  - Энгару
  - Юбецу
- Сяри
  - Киёсато
  - Косимидзу
  - Сяри
- Токоро
  - Куннеппу
  - Окето
  - Сарома

## Археология
Каменные орудия, с позднеплейстоценовой стоянки Ками-Сиратаки 2 (Kamishirataki 2) имеют сходство с находками с верхнепалеолитической (15,28—16,56 тыс. лет назад) стоянки Куперс-Ферри (Cooper’s Ferry) на реке Салмон (бассейн Колумбии, штат Айдахо, США), что свидетельствует о первоначальном заселении Америки вдоль тихоокеанского побережья.